# Val Trebbia
La val Trebbia è una valle dell'Appennino ligure formata dall'omonimo fiume, affluente di destra del fiume Po; la Trebbia nasce ai piedi del monte Prelà, nella città metropolitana di Genova, e poi scorre tra le province di Pavia, limitatamente a un breve tratto, e di Piacenza.

## Geografia fisica
La val Trebbia è formata dall'omonimo fiume che nasce dal monte Prelà, a circa 800 m s.l.m., nel territorio comunale di Torriglia. La testata della valle si trova nei pressi di Torriglia.

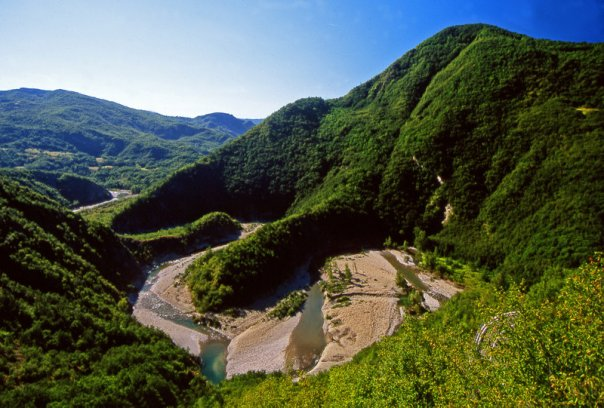
LElefante del Trebbia ed i Meandri di Confiente fra Cerignale e Corte Brugnatella

La valle è caratterizzata dalla presenza, nel fondovalle nei pressi del fiume, di strati di rocce diverse, tra cui il calcare, l'arenaria, siltite e argilla che, sottoposti all'erosione causata dalle acque del fiume, hanno dato origine alla presenza di stretti meandri.
Nella media valle, nella zona di Bobbio, sono presenti fonti di acque salsoiodiche, che furono sfruttate nel corso del novecento con la realizzazione di una serie di impianti termali, l'ultimo dei quali venne inaugurato nel 1971 e chiuso nel 1999.
Confina a est con la val d'Aveto, la val Nure e la val Perino, a ovest con la val Scrivia, la val Borbera, la val Staffora, la val Tidone e la val Luretta e a sud con la val Fontanabuona.

### Valichi
La val Trebbia è messa in comunicazione a est con la val Nure tramite il passo della Pia,, il passo del Cerro, la Sella dei Generali e il passo del Mercatello, con la val d'Aveto tramite il valico del Pescino, il passo di Fregarolo e il passo della Scoglina, con la val Perino tramite il passo Santa Barbara e la Sella dei Generali.
La vallata è messa in comunicazione a ovest con la val Luretta tramite il passo della Caldarola, con la val Tidone tramite il colle della Crocetta, con la val Staffora tramite il passo del Penice, il passo Scaparina, il passo del Brallo e il passo del Giovà, con la val Borbera tramite il valico Capanne di Cosola e il passo della Casa del Romano
La vallata è messa in comunicazione a sud con la val Fontanabuona tramite il passo del Portello e il passo della Scoglina.

### Monti

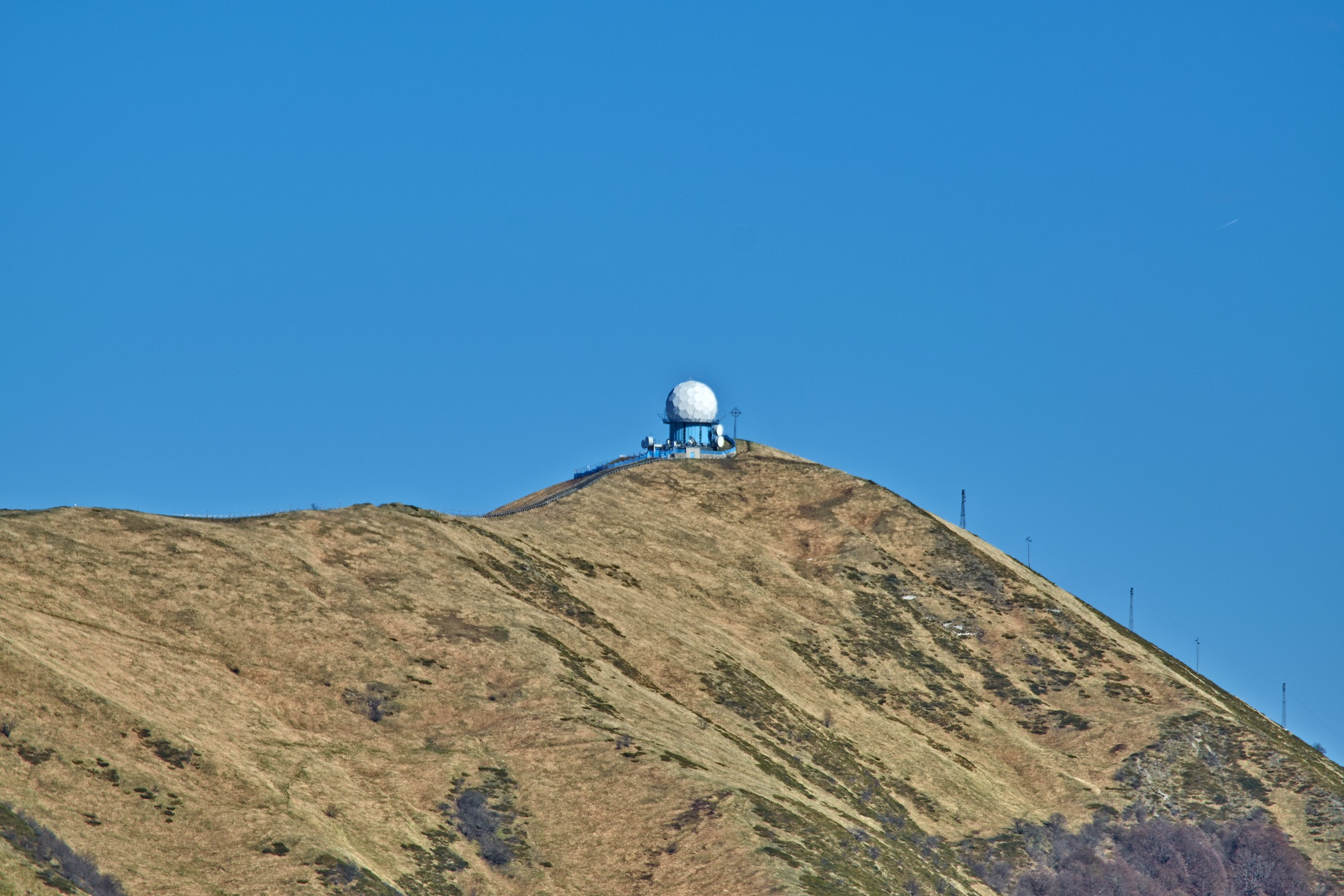
Il monte Lesima

Il monte più alto della valle è il monte Lesima, alto 1724 m s.l.m. e posto sullo spartiacque tra la val Avagnone e la val Boreca, entrambe valli laterali della val Trebbia formata dagli omonimi torrenti, sul confine tra le province di Piacenza e Pavia. 

### Crinale est
Sul lato orientale della valle, sullo spartiacque con la val d'Aveto, si trovano il monte Montarlone (1500 m s.l.m.), il Monte Oramara (1522 m s.l.m.), il Monte Dego (1421 m s.l.m.), il monte Veri (1223 m s.l.m.), il monte Spinarolo (1226 m s.l.m.) il monte delle Tane (1198 m s.l.m.).
Sullo spartiacque con la val Perino si trovano il monte Sant'Agostino (1256 m s.l.m.), il monte Capra (1310 m s.l.m.), il Poggio Alto (1237 m s.l.m.), il monte Gonio (1127 m s.l.m.) e il monte Belvedere (1052 m s.l.m.).
Sullo spartiacque con la val Nure si trovano il monte Aserei (1432 m s.l.m.) e, nella fascia collinare, i monti Viserano (711 m s.l.m.), Martini (611 m s.l.m.) e Denavolo (702 m s.l.m.).

### Crinale ovest

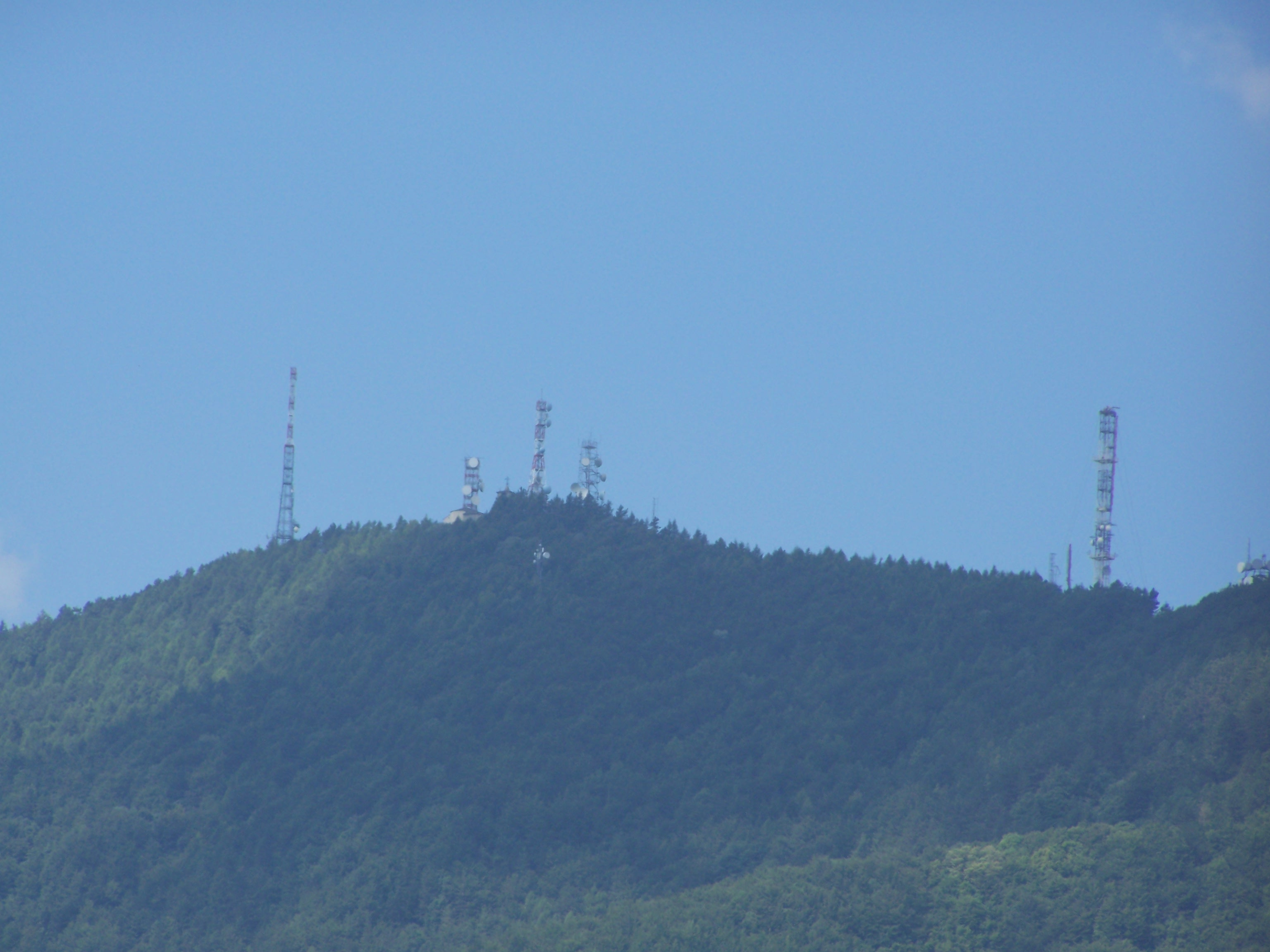
Il monte Penice

Sul lato occidentale della valle, sullo spartiacque con la val Scrivia, la val Borbera e la val Staffora, si trova il gruppo del Monte Antola, di cui fanno parte il monte omonimo (1597 m s.l.m.), il monte Carmo (1640 m s.l.m.), il monte Alfeo (1651 m s.l.m.), il monte Cavalmurone (1671 m s.l.m.) e il monte Chiappo (1699 m s.l.m.), il monte Ebro (1700 m s.l.m.), il monte Legnà (1669 m s.l.m.), il monte Prelà (1406 m s.l.m.), il monte Lesima (1724 m sl.m.) e il monte Penice (1460 m s.l.m.)
Sullo spartiacque con la val Tidone si trovano il monte Castello (1083 m s.l.m.), la Pietra Corva (1078 m s.l.m.), il monte Pan Perduto (1064 m s.l.m.), il Groppo (999 m s.l.m.) e il monte Pradegna (960 m s.l.m.).
Nella media valle, tra i comuni di Travo e Bobbio si trovano la Pietra Parcellara (836 m s.l.m.), la Pietra Marcia (722 m s.l.m.) e la Pietra Perduca (548 m s.l.m.), tre affioramenti ofiolitici, di cui rappresentano l'emersione più vicina alla pianura Padana della catena appenninica, che emergono dalla fascia collinare in cui si trovano.
Nella fascia collinare, sullo spartiacque con la val Luretta, si trovano la Costa del Bulla (656 m s.l.m.) e il monte Pillerone (601 m s.l.m.).

### Idrografia

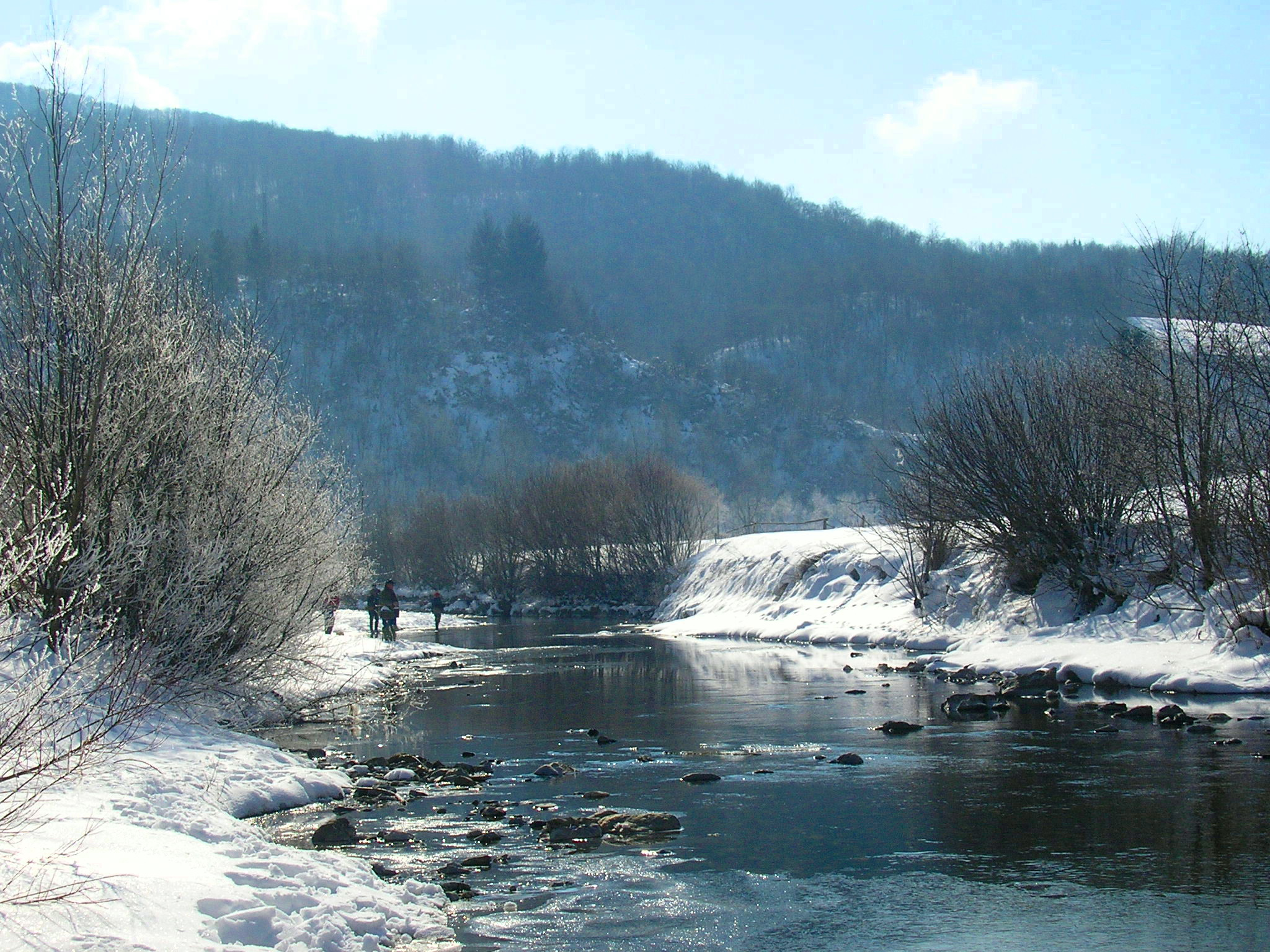
Il torrente Aveto, principale affluente della Trebbia

Il corso d'acqua principale della valle è il fiume Trebbia, lungo circa 120 km, di cui 95 tra montagna e collina, e con un bacino idrografico di 1070 km². Il principale affluente della Trebbia è il torrente Aveto, lungo circa 30 km e con un bacino idrografico di 257 km².
Di seguito sono elencati alcuni tra i principali affluenti della Trebbia:
- Torrenti in sinistra idrografica:
Brugneto (su cui è stata realizzata l'omonimo sbarramento che ha portato alla creazione di un lago artificiale e che confluisce nella Trebbia nei pressi di Montebruno); Boreca (nasce dalle pendici del monte Carmo[27] e sfocia nella Trebbia nei pressi di Losso); Avagnone (scorre quasi interamente nel territorio della provincia di Pavia e sfocia nella Trebbia nei pressi di Pianellette); Bobbio (nasce dal monte Penice e confluisce nella Trebbia nei pressi dell'omonima città); Dorba (nasce dalla Costa de' Boschini[28] e sfocia nella Trebbia tra Travo e Perino)
- Torrenti in destra idrografica:
Aveto (principale affluente della Trebbia); Perino (nasce sui monti della Campagna[29] e confluisce nella Trebbia nei pressi dell'omonima frazione del comune di Coli)

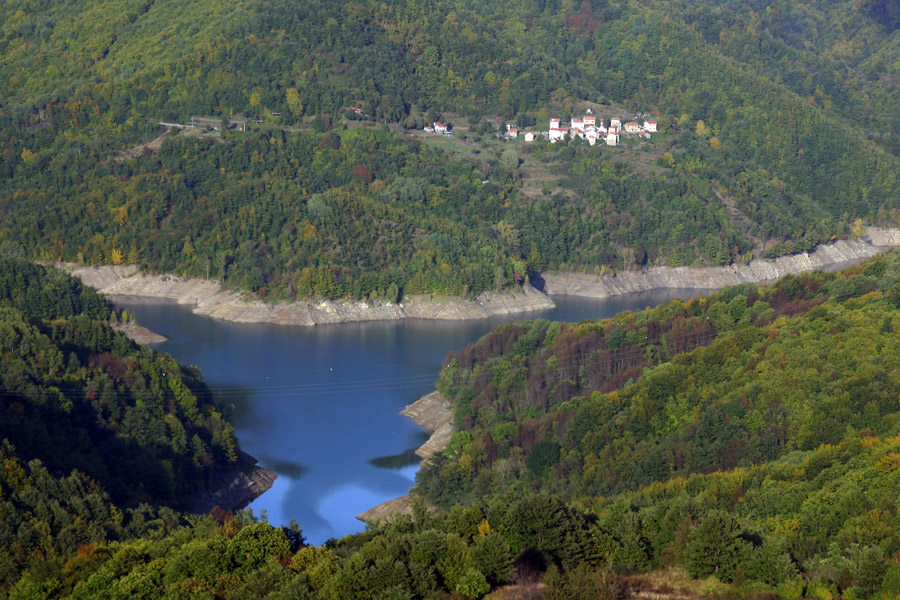
Il lago del Brugneto

#### Laghi
Nell'alta valle si trova il lago del Brugneto, lago artificiale costituito nel 1959 a seguito della costruzione ai fini idropotabili dell'omonima diga posta lungo il corso del torrente Brugneto, affluente di sinistra della Trebbia. Il lago è posto a 776 m s.l.m. ed è compreso tra i comuni di Torriglia, Propata e Rondanina, tutti appartenenti alla città metropolitana di Genova. Lungo 3 km e largo circa 200 m, il lago ha una capienza di 25000000 m³ di acqua, che lo rende il lago più ampio della regione Liguria.

### Parchi
La val Trebbia è interessata da alcuni parchi:
- Parco naturale regionale dell'Antola: parco regionale istituito nel 1995 dalla regione Liguria che comprende una superficie di 4837 ha divisa tra i comuni di Busalla, Crocefieschi, Fascia, Gorreto, Montebruno, Propata, Ronco Scrivia, Rondanina, Savignone, Torriglia, Valbrevenna e Vobbia, tra la val Trebbia, nella quale ricadono i comuni di Fascia, Montebruno, Propata, Rondanina e Torriglia e l'alta val Scrivia. Il parco è dominato dalla vetta del monte Antola, da cui prende anche il nome[32].
- Parco regionale fluviale del Trebbia: parco regionale che comprende tutto il basso corso della Trebbia da Rivergaro fino alla confluenza nel Po, all'interno dei comuni di Rivergaro, Gossolengo, Gazzola, Gragnano Trebbiense, Rottofreno, Piacenza e Calendasco per un totale di 4049 ha caratterizzati da un ambiente fluviale che alterna periodi di piena a periodi di siccità in cui il fiume si suddivide in più parti all'interno di un ampio greto ricoperto di ciottoli[33].
- Riserva naturale Le Torraie: riserva naturale che si estende per una superficie di 598 ha nella valle delle Torraie, all'interno del comune di Brallo di Pregola, lungo il corso del torrente Avagnone, affluente della Trebbia, e che include al suo interno il monte Lesima. Nella riserva si trovano boschi di faggio e carpino nero che si alternano a praterie dove sono presenti varie specie di orchidee. Nel territorio della riserva si trova la stazione di Astragalus sirinicus più a nord dell'intero territorio italiano[34].

## Storia
Le prime notizie storiche relative al popolamento della valle risalgono al Neolitico, epoca alla quale sono databili resti archeologici di diversi insediamenti in numerose zone di tutta la valle, tra cui Travo, che ospita un sito archeologico, e il villaggio di Groppo, situato nel comune di Bobbio; la maggior parte dei reperti ritrovati nella valle sono conservati presso il museo di archeologia ligure, la cui sede si trova a Genova, nel quartiere di Pegli e che ospita anche reperti ascrivibili alla civiltà ligure.
In epoca romana le popolazioni locali subirono un processo di graduale assimilamento alla cultura romana, testimoniato dalla presenza di più di 100 siti lungo tutta la vallata, con un'ampia presenza di residenze padronali di prestigio. Alcuni centri abitati posti nella vallata, come Coli (Colianum), sono citati nella tabula alimentaria traianea. La zona della bassa valle, posta nei pressi dello sbocco del fiume in pianura fu teatro, nel 218 a.C. della battaglia della Trebbia in cui, secondo il racconto dello storico romano Polibio, Annibale inflisse una pesante sconfitta al console romano Tiberio Sempronio Longo: durante gli scontri l'esercito dei cartaginesi riuscì a bloccare la fanteria romana nell'alveo paludoso del torrente Luretta, dove la cavalleria numidica appoggiata dagli arcieri fece strage dei soldati romani, di cui solo un terzo riuscì a trovare scampo sull'altra sponda del fiume Trebbia.

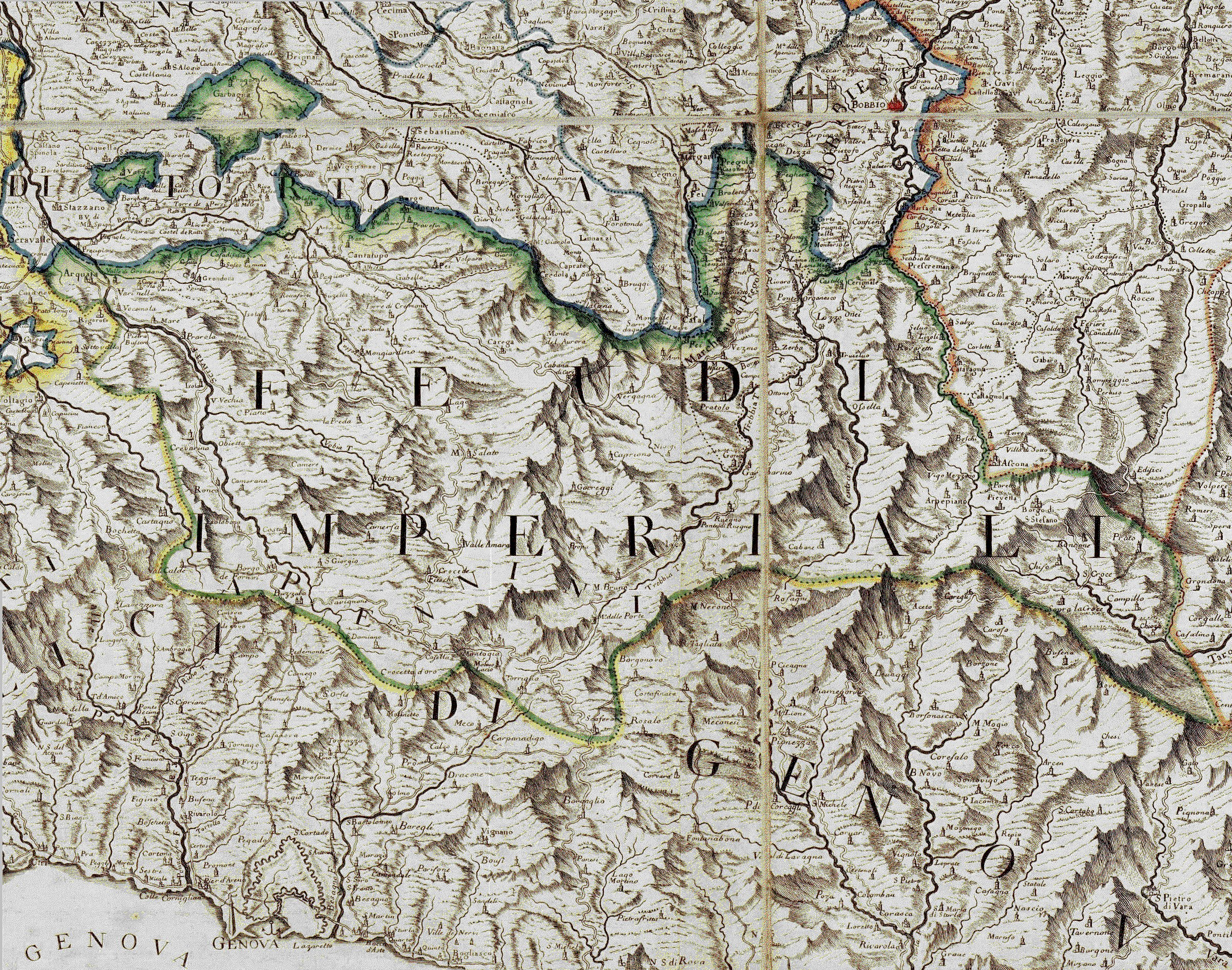
I Feudi Imperiali a nord di Genova (dalla carta del Borgonio, secolo XVII)

Dopo l'epoca romana, la storia dell'intera valle è legata all'abbazia di San Colombano di Bobbio, fondata dal monaco a cui è dedicata nel 614. L'abbazia giocò un ruolo molto importante anche nella difesa della cultura durante l'alto Medioevo grazie alla presenza di un'importante biblioteca che, nel 982, arrivò a contenere più di 700 codici miniati. A partire dal 1014 Bobbio l'abate del monastero bobbiese ottenne il titolo di vescovo, carica che, in seguito, rimase sempre separata da quella di abate, facendo di Bobbio una sede episcopale.
L'alta valle, dopo essere stata soggetta all'abbazia di San Colombano, passò sotto il controllo dell'abbazia di Patrania, fondata dagli stessi monaci colombaniani e, in seguito, dell'abbazia di San Marziano di Tortona fino al 1164, quando vi venne infeudata la famiglia Malaspina ad opera di Federico Barbarossa. La zona di Torriglia rimase ai Malaspina fino al 1252, quando passa sotto il controllo della famiglia Fieschi, mentre altre zone rimasero sotto il controllo dei Malaspina.
Parallelamente la media e bassa valle passò sotto il controllo della città di Piacenza, per poi entrare a far parte dei domini viscontei nel XIV secolo. Dal 1436 il feudo di Bobbio, così come altri territori nella valle e nelle vallate limitrofe, divenne proprietà della famiglia Dal Verme.
Il dominio della famiglia Fieschi sull'alta valle, che nei primi anni del cinquecento si era esteso arrivando a comprendere Ottone e Cerignale, durò fino al 1547, quando, in seguito alla fallita congiura di Gianluigi Fieschi, gli vennero requisiti tutti i beni che vennero concessi da Carlo V alla famiglia Doria. In quell'anno a Torriglia venne creato il marchesato che, divenuto principato nel corso del Settecento, rimase indipendente fino al 1797, quando con la famiglia Doria perse il potere su tutti i suoi domini dell'alta valle in seguito alla soppressione del feudalesimo operata da Napoleone.
Nel cinquecento la parte bassa della valle, legata a Piacenza, entrò a far parte del ducato di Parma e Piacenza, mentre il bobbiese, eletto a marchesato nel 1516, rimase parte del ducato di Milano anche sotto il dominio degli Sforza e degli spagnoli. Nel 1743 con il trattato di Worms, poi confermato, per la parte riguardante Bobbio, dal trattato di Aquisgrana di 5 anni più tardi, il bobbiese entrò a far parte del regno di Sardegna con la creazione della provincia di Bobbio.
Dopo l'epoca napoleonica la vallata risultò divisa tra la parte medio-alta, appartenente al regno di Sardegna e la parte medio-bassa, appartenente al ducato di Parma e Piacenza. Con l'unità d'Italia, l'alta valle fino a Montebruno venne inserita nella provincia di Genova, la medio-alta valle, parte della disciolta provincia di Bobbio venne inserita nel circondario di Bobbio della provincia di Pavia, mentre il resto della vallata, parte dell'ex ducato, entrò nella provincia di Piacenza.
Il 17 luglio 1908 si verificò un violento nubifragio con una piena straordinaria della Trebbia che devastò case e campagne soprattutto nel territorio del mandamento di Ottone, con gravi danni nell'abitato di Gorreto, distruggendo cinque ponti lungo la statale 45 interrompendo le comunicazioni stradali fra Ottone e Torriglia, e la linea telegrafica fra Bobbio e Genova. Danni ed allagamenti si registrarono anche più a valle, a Rivergaro e a Sant'Antonio a Trebbia, nei pressi di Piacenza, i danni maggiori alle campagne piacentine con la distruzione dei raccolti specie di frumento; furono messi in salvo molti materiali, bestiame e persone grazie al pronto preavviso telegrafico partito da Bobbio prima dell'imminente piena.
Nel 1923, con la soppressione del circondario di Bobbio, i comuni della valle precedentemente parte del bobbiese vennero divisi tra le province di Genova (Rondanina, Fontanigorda, Rovegno, Gorreto e Fascia e Piacenza (Ottone, Cerignale, Corte Brugnatella, Zerba e Bobbio), mentre alla provincia di Pavia rimase solo il comune di Pregola, tra i comuni della val Trebbia.
Durante la seconda guerra mondiale, nell'ambito della resistenza, nella valle furono attive bande di partigiani che riuscirono a rafforzarsi e a cacciare via le truppe tedesche dalla zona dichiarando, il 7 luglio 1944, la creazione della repubblica di Bobbio che si estendeva per quasi tutta la lunghezza dall'alta valle fino a Rivergaro e comprendeva anche porzioni di territori nelle vallate limitrofe, tra le quali quelle dell'Oltrepò Pavese storicamente legate a Bobbio. La repubblica. Con la riouccupazione di Bobbio, il 29 agosto 1944 la repubblica venne formalmente sciolta, tuttavia, l'alta valle da Torriglia fino a Confiente rimase zona libera dal settembre del 1944 fino al novembre dello stesso anno.
Il 19 settembre 1953 un nubifragio che portò alla caduta di 280 mm di pioggia in poche ore interessò la parte alta della valle, dal genovese fino a Marsaglia, causando un'alluvione che provocò 10 morti, imponenti distruzioni e ingenti danni tra i quali in alta valle la messa in fuori uso di numerose centrali elettriche, l'interruzione della strada statale 45 con numerose frane e il crollo del ponte sul fiume a Marsaglia, che fu poi ricostruito tra il 1958 e il 1959 su progetto di Riccardo Morandi.
Nella notte del 14 settembre 2015 la Trebbia, così come altri corsi d'acqua del piacentino e del genovese, tra i quali il suo affluente Aveto, lo Scrivia e il Nure dove vi furono tre morti, a causa del maltempo esondò causando ingenti danni nei comuni di Rivergaro, Bobbio, Corte Brugnatella, Ottone, Gorreto, Propata e Torriglia, tra i quali il crollo di un ponte, in località Ponte Barberino di Bobbio sul tracciato comunale della vecchia strada statale 45 di Val Trebbia.

## Monumenti e luoghi d'interesse

### Architetture religiose

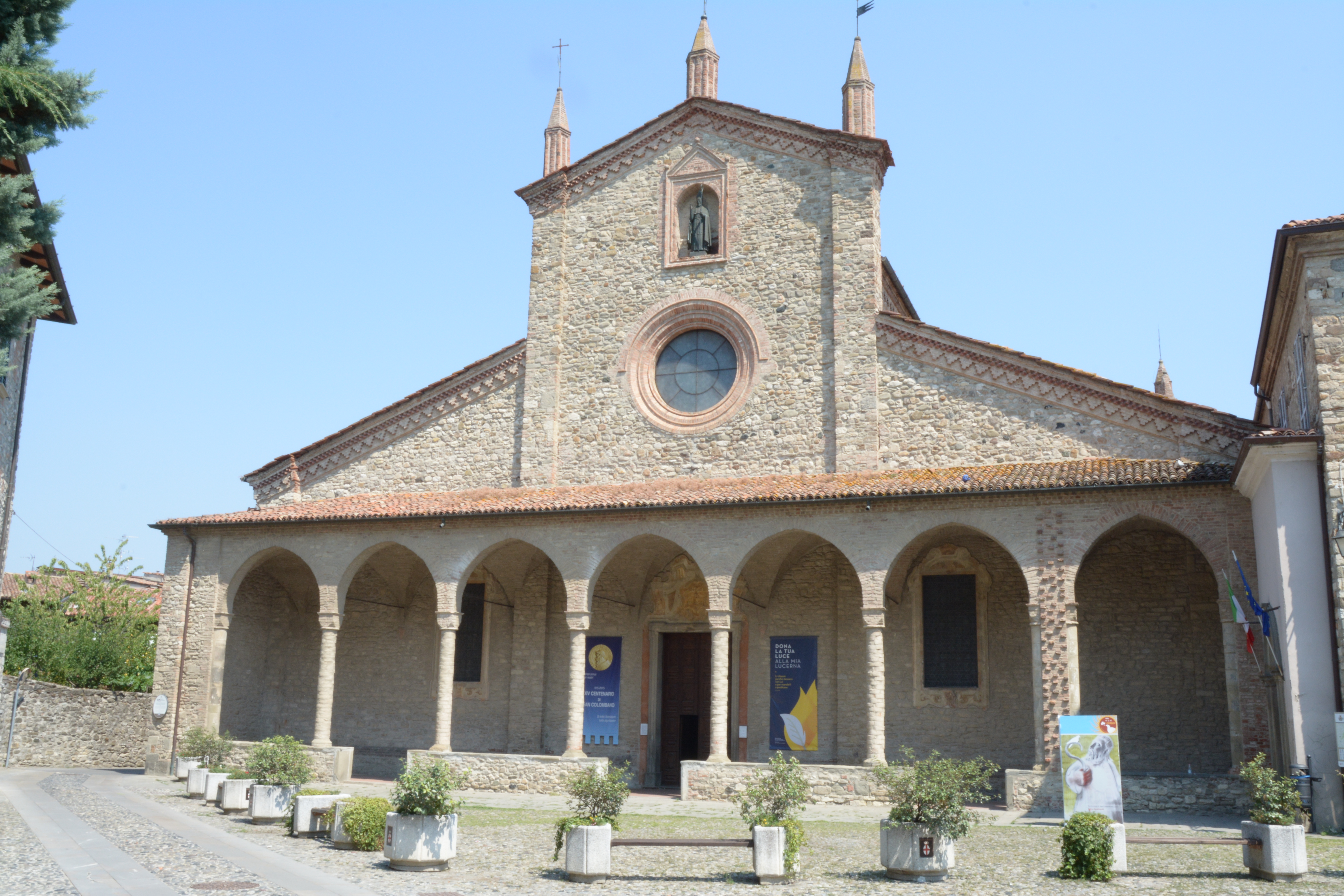
L'abbazia di San Colombano

Abbazia di San ColombanoL'abbazia venne costruita nell'XI secolo in sostituzione dell'originale abbazia, edificata a partire dal 614 ad opera di san Colombano e divenuta nei secoli seguenti uno dei monasteri più importanti del nord Italia con possedimenti che si estendevano fino al lago di Garda a nord e alla Toscana a sud. Dopo che, nel 1449, ai monaci colombaniani subentrarono i benedettini, l'intero complesso, composto dal monastero e dalla basilica subì importanti lavori di restauro e ampliamento. Delle costruzioni precedenti rimangono alcune tracce dell'originale basilica protoromanica con una parte dell'abside, della torre campanaria e un mosaico, nonché il refettorio del monastero risalente all'XI secolo.
Duomo di BobbioCostruita in stile romanico a partire dal 1073 su impulso del vescovo Guarnerio, è stata sede vescovile fino al 1989, anno della soppressione della diocesi di Bobbio. La facciata, completamente rimaneggiata durante il XV secolo, presenta due torri campanarie. All'interno si trovano diversi affreschi realizzati dal pittore Luigi Morgari negli ultimi anni del XIX secolo. Nella navata di destra si trova la cappella dedicata a san Giovanni dove sono stati riportati alla luce degli affreschi cinquecenteschi di scuola lombarda, tra cui un'Annunciazione che presente evidenti richiami alle opere del Bramante e del Foppa. Di fianco alla chiesa sorge il palazzo vescovile, risalente all'XI secolo e sede del museo della cattedrale.

### Architetture militari

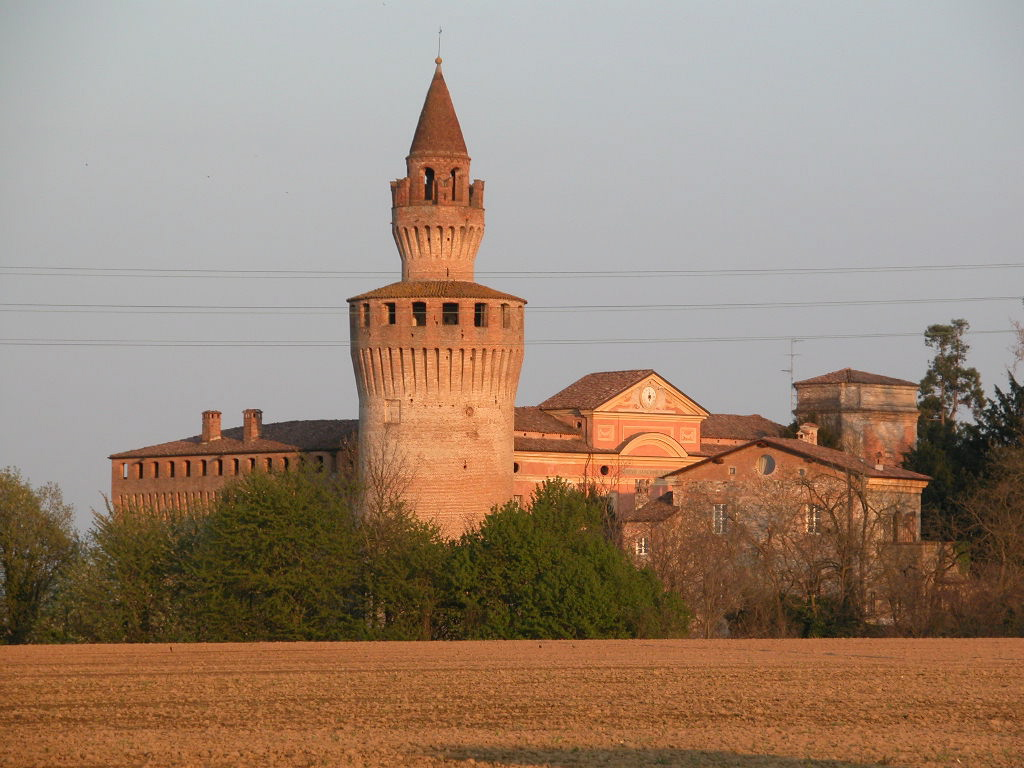
Il castello di Rivalta

Castello di RivaltaCastello posto all'interno di un borgo fortificato nell'omonima frazione del comune di Gazzola, sulla riva sinistra della Trebbia, nei pressi dello sbocco in pianura. Venne citato per la prima volta in un documento risalente al 1048, poi passò alla famiglia Landi, a cui apparteneva agli inizi del trecento, nella persona di Obizzo Landi. Rimasto nelle proprietà famigliari fino alla metà del XIX secolo, pervenne, in seguito, alla famiglia Zanardi Landi. L'edificio è caratterizzato da una planimetria quadrangolare rispetto alla quale emerge, in posizione angolare, la torre di forma cilindrica risalente al XV secolo. Durante questo secolo il castello subì importanti opere per venire adeguato alle nuove necessità militari generate dallo sviluppo dell'artiglieria. Queste modifiche furono curate dall'architetto Pietro Antonio Solari. Il cortile interno presenta un doppio loggiato con fregi realizzati in cotto, capitelli, cornici e medaglioni realizzati in terracotta.
Castello di MontechiaroSituato non lontano da Rallio di Montechiaro, frazione del comune di Rivergaro, appartenne in origine alla famiglia Malaspina. Fu assalito dai popolari nel 1234, quando i nobili ghibellini trovarono rifugio tra le sue mura. Passò poi alle famiglie Anguissola e Morando. Presenta una struttura differente rispetto a quella tradizionale caratterizzata dalla presenza, al centro, di un imponente mastio a base quadrata circondato da tre cinte murarie, la più interna delle quali alta 15 m e di forma esagonale, le altre di forma ellittica.

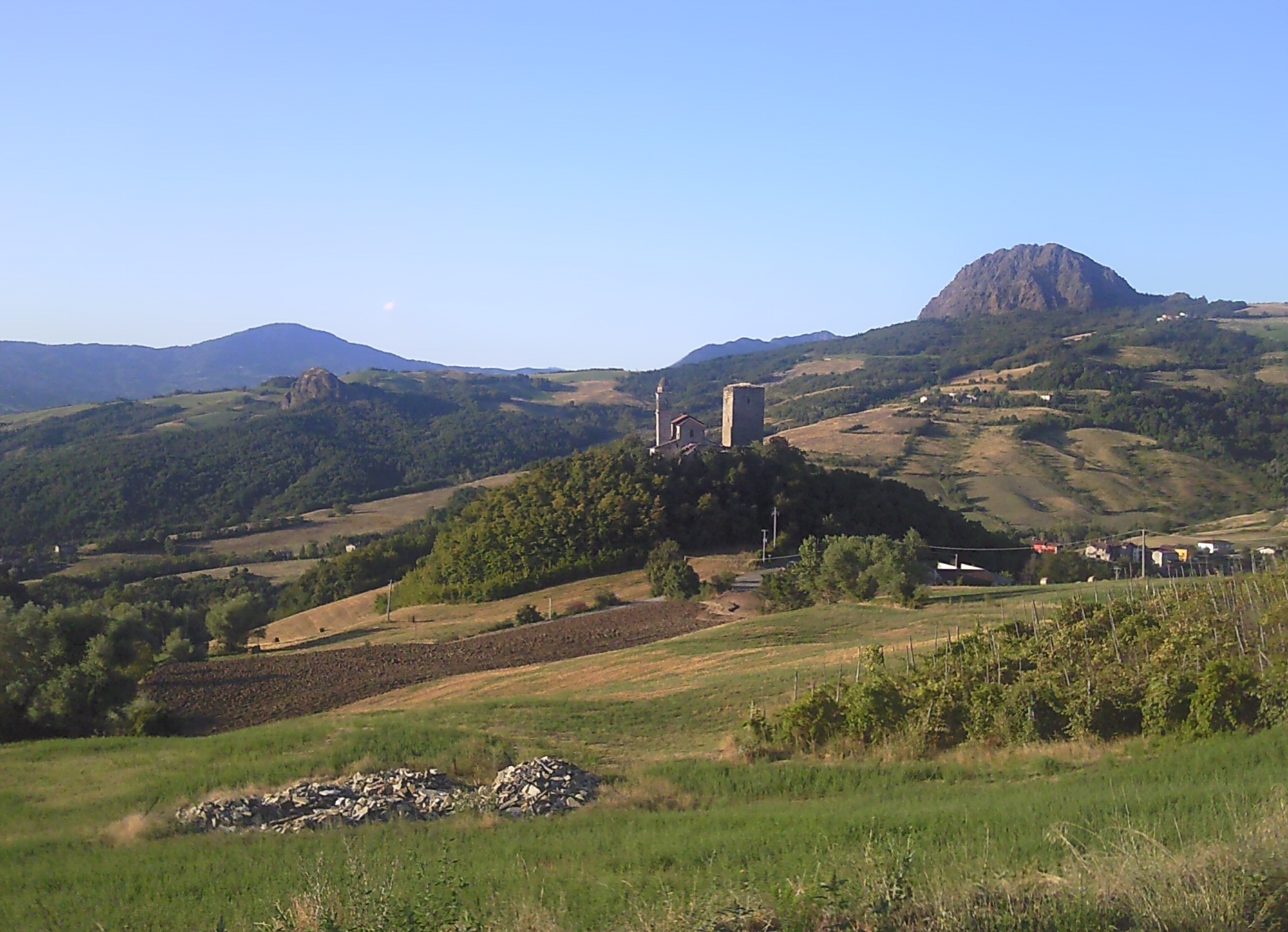
Il torrione di Bobbiano con, alle spalle, la Pietra Parcellara

Torre di BobbianoUltima parte superstite di un più ampio castello sorto in una conca nella valle del torrente Dorba, affluente di sinistra della Trebbia, nel comune di Travo, la sua presenza è documentata per la prima volta in un atto di vendita risalente al 1037, fu, a partire dal 1164, feudo dei Malaspina, per poi venire distrutto nel 1255 da Oberto Pallavicino. Acquistato nel 1311 da Rolando Scotti, venne in seguito ceduto agli Anguissola, che procedettero all'edificazione della torre. Adiacente ad essa, si trova la chiesa medievale di S. Michele, sorta come cappella privata del maniero ed ampliata all'inizio del XVIII secolo.
Castello MalaspinaDonato nel 1360 da Galeazzo II Visconti alla nuora Isabella di Francia, nel 1436 passò alla famiglia Dal Verme che, tra il XV e il XVI secolo, operò degli importanti lavori di trasformazione rendendo l'originale impianto del castello una dimora signorile. L'edificio è composto da più corpi di fabbrica racchiusi da una cinta muraria con due accessi situati sul lato settentrionale. Dentro all'edificio si trova un salone dotato di camino, sopra al quale sono poste delle armi in passato utilizzate da membri della famiglia Dal Verme. Lungo la scala che conduce al piano superiore si trova un affresco cinquecentesco rappresentante la Madonna con il bambino.

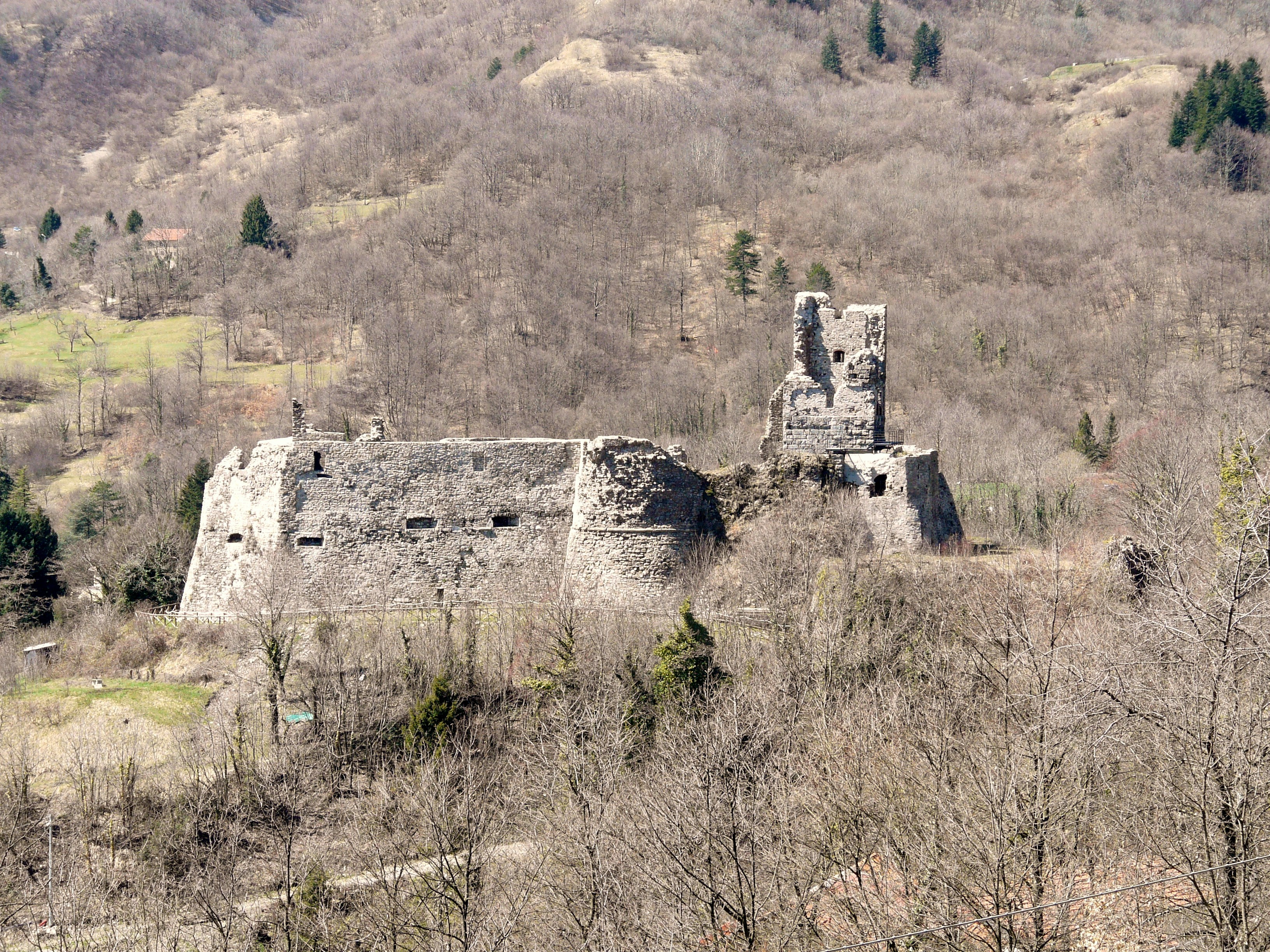
Il castello di Torriglia

Castello di TorrigliaEretto secondo alcune fonti locali intorno o dopo l'anno Mille, il primo documento ufficiale che ne certifica l'esistenza è una bolla papale del 1153 del pontefice Anastasio IV in cui l'edificio, così come altri beni viene confermato tra le proprietà dell'abate Gandolfo del monastero di San Marziano a Tortona. A partire dal 1180 fu di proprietà della famiglia Malaspina, a cui rimase fino al 1252, quando venne conquistato dai Fieschi, conti di Lavagna. Rimase di proprietà della famiglia fino al 1547 anno in cui, dopo la fallita congiura condotta contro il principe-ammiraglio Andrea Doria, passò tra le proprietà della famiglia Doria, che, in seguito, lo trasformarono in residenza nobiliare. Nel 1799 l'edificio venne distrutto dagli abitanti di Torriglia. Ristrutturato, il castello è tornato accessibile al pubblico a partire dal 2009.

### Siti archeologici

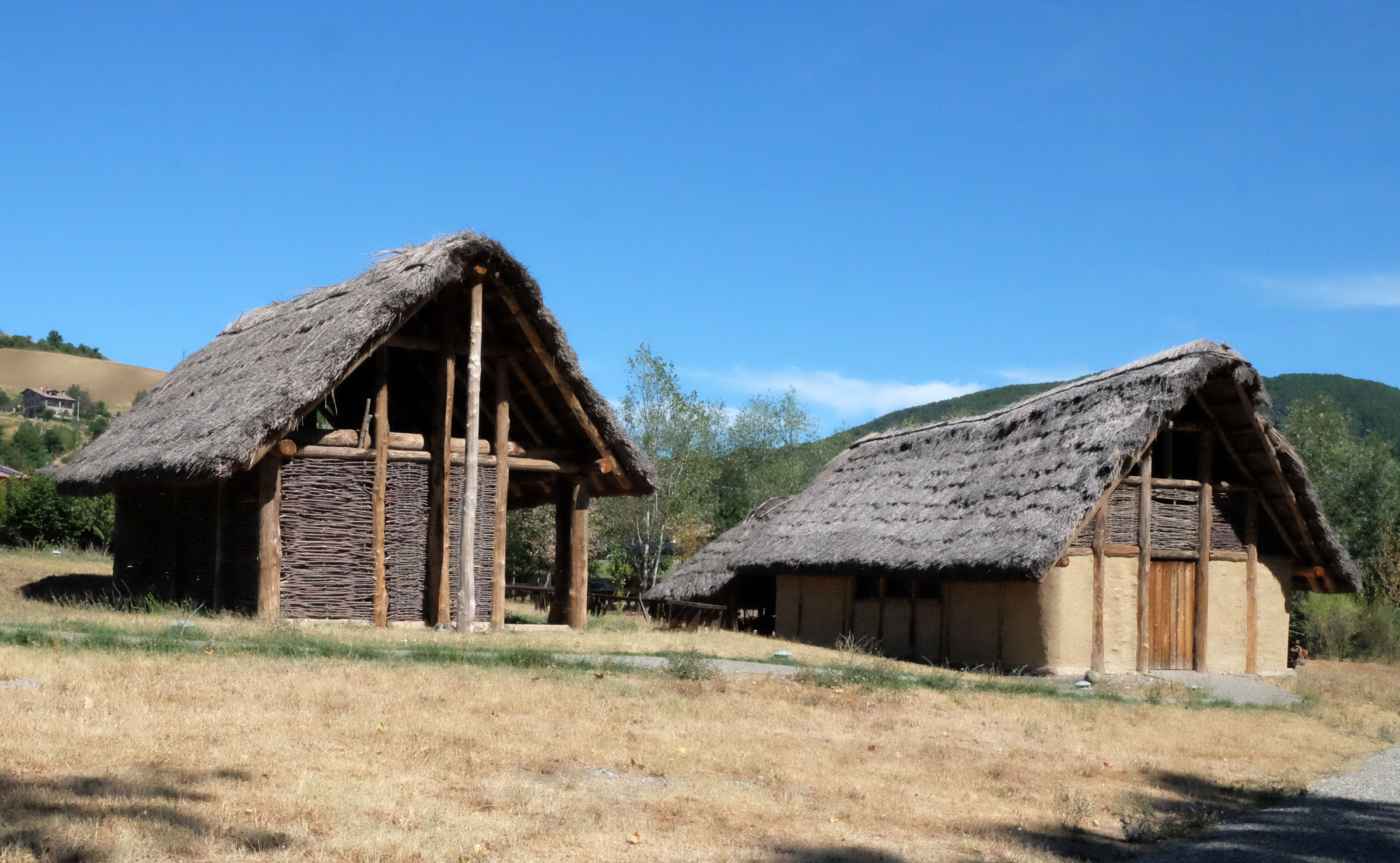
Il villaggio Neolitico di Travo

Parco archeologico di Sant'AndreaSituato nella località di S. Andrea, nei pressi di Travo, sulla sponda sinistra del fiume Trebbia, presenta i resti di una serie di strutture abitative risalenti alla fine del V millennio a.C., durante il Neolitico recente emerse a seguito di una serie di campagne di scavo condotte nel sito a partire dal 1995. Il sito si estende su una superficie di 1 ha all'interno della quale alcuni resti sono stati portati alla superficie, mentre altri sono stati interrati per favorirne la conservazione. Per ottenere il duplice obiettivo di proteggere i resti e di permettere al visitatore di vedere come si presentavano in origine gli insediamenti abitativi, sono state realizzate coperture in legname il cui tetto, realizzato a doppio spiovente, è sovrastato da un manto di canne di palude. Queste coperture sono caratterizzate dalle stesse dimensioni e dallo aspetto che dovevano presentare gli insediamenti durante il Neolitico. Le ricostruzioni degli edifici presentano al loro interno una serie di manufatti, copie degli originali rinvenuti nelle campagne di scavo.

### Altro

Il ponte Gobbo

Ponte GobboPonte situato sul fiume Trebbia nei pressi del centro di Bobbio, venne costruito nel VII secolo su un preesistente ponte risalente all'età romana; originariamente composto di 4 archi, venne più volte distrutto a causa delle piene del fiume, venendo poi sempre ricostruito. Intorno al 1590 venne allungato sul lato sinistro su progetto di Magnano da Parma, poi nel XVII secolo subì ulteriori modifiche arrivando a contare 11 arcate. Il ponte è lungo 280 m e presenta la particolarità della diversa altezza delle campate che creano un percorso caratterizzato da saliscendi. Il ponte è anche conosciuto come ponte del diavolo a causa di una leggenda che vuole la sua costruzione opera del diavolo a cui san Colombano avrebbe promesso l'anima del primo a passare sul viadotto dopo la sua realizzazione: il santo, tuttavia fece passare per primo sul ponte un cane, o secondo altre leggende, un orso, causando le ire del diavolo che avrebbe così danneggiato il viadotto conferendogli il caratteristico aspetto.

## Cultura
L'alta valle fa parte del territorio culturalmente omogeneo delle quattro Province (Alessandria, Genova, Pavia e Piacenza), caratterizzato da usi e costumi comuni e da un importante repertorio di canti, musiche e balli molto antichi. Strumento principe di questa zona è il piffero appenninico, accompagnato dalla fisarmonica e un tempo dalla müsa (cornamusa appenninica), guida le danze e anima le feste.

### Stampa
A partire dal 9 luglio 1903 a Bobbio viene pubblicato un settimanale di ispirazione cattolica, chiamato La Trebbia, che viene distribuito nel territorio dei comuni di Bobbio, Coli, Corte Brugnatella e Ottone. Il settimanale tratta gli eventi culturali e la cronaca locale dell'alta val Trebbia, della val d'Aveto e dell'Oltrepenice, oltreché della storia e delle tradizioni locali.

## Economia
La parte bassa della valle nei pressi dello sbocco in pianura presenta una cospicua vocazione agricola, sostenuta dall'uso irriguo delle acque irrigue provenienti dalla Trebbia, nonché una buona presenza di insediamenti industriali e artigianali.
Tra le coltivazioni più diffuse in questa parte di valle c'è la viticoltura: la valle medio-bassa fino a Bobbio fa parte della zona DOC dei colli piacentini; tra i vini prodotti è presente il Colli Piacentini Trebbianino Val Trebbia che prende il proprio nome dalla vallata, nonché dal fatto di utilizzare una percentuale di uva Trebbiano.
La conservazione della tradizione vitivinicola, dopo la caduta dell'impero romano d'Occidente venne garantita dall'opera dei monaci di San Colombano, che introdussero un nuovo tipo di vinificazione, precedentemente in uso ai popoli celtici, che producevano vini leggeri e dissetanti e li conservavano in botti di legno. I monaci introdussero questa vinificazione fin dal VI secolo nella Francia merovingia, a partire dall'abbazia matrice di Luxeuil, per poi importarla in Italia dal VII secolo.
La parte montana della valle presenta una spiccata vocazione turistica, sostenuta dalla possibilità di frequentare il fiume per la balneazione e la pratica di sport acquatici come la canoa o il rafting. La vallata è anche una metà molto frequentata per ciclisti e motociclisti.
D'inverno è possibile praticare lo sci alpino negli impianti posti al passo del Penice, sul confine tra i comuni di Bobbio e Menconico, e lo sci di fondo con 10 km di piste nei pressi di Ceci, frazione del comune di Bobbio.
La vicinanza con città come Milano o Genova ne fa una zona turistica caratterizzata dalla forte presenza di seconde case.

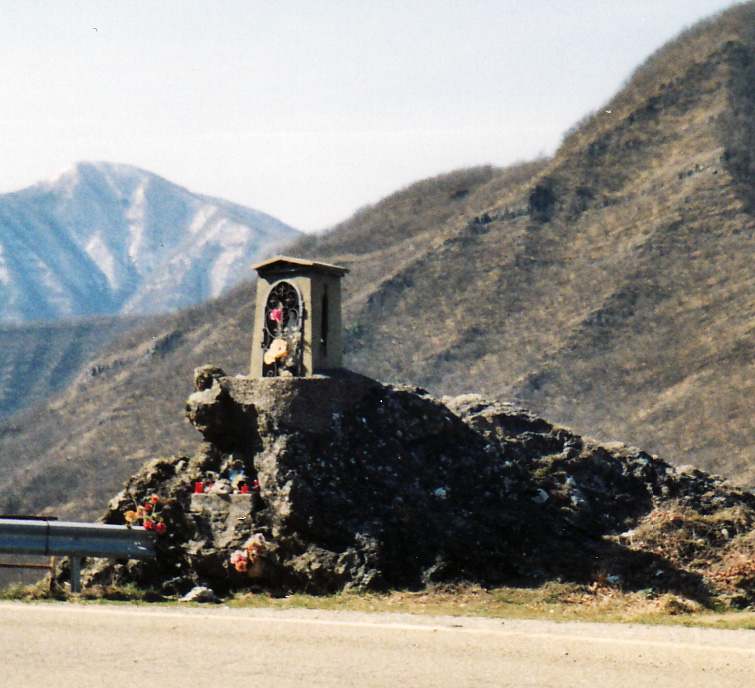
Madonnina della Val Trebbia, protettrice della valle e della strada posta sulla statale fra i comuni di Ottone e Cerignale

## Infrastrutture e trasporti
L'infrastruttura principale della valle è la strada statale 45 di Val Trebbia che collega Piacenza a Genova risalendo la vallata fino a Torriglia, per, poi, percorrere un tratto in val Scrivia e raggiungere il capoluogo ligure tramite la val Bisagno, dopo aver valicato il passo della Scoffera. Dalla strada statale 45, oltre a collegamenti di importanza provinciale, si diramano la strada statale 461 del Passo del Penice che, da Bobbio, valica l'omonimo passo per, poi, discendere in val Staffora raggiungendo Varzi e, da qui, Voghera e l'ex strada statale 586 della Valle dell'Aveto che, da Marsaglia, inizia a risalire la val d'Aveto, valica il passo della Forcella e scende in val Fontanabuona, terminando a Carasco.
Nel XIX secolo vennero proposti dei progetti per la realizzazione della ferrovia Genova-Piacenza che doveva collegare le due città attraverso la valle, tuttavia l'infrastruttura, nonostante la redazione di diversi progetti non venne mai realizzata, anche a causa delle difficoltà tecniche.
La bassa val Trebbia venne servita, tra il 1886 e il 1934 dalla tranvia Grazzano-Rivergaro che, diramandosi dalla tranvia Piacenza-Bettola nei pressi del borgo di Grazzano Visconti, permetteva il collegamento di Rivergaro con Piacenza e con la val Nure. Con la sostituzione della tranvia Piacenza-Bettola con la ferrovia, la linea venne chiusa.

## Amministrazione
La val Trebbia appartiene amministrativamente ai comuni di Torriglia, Lorsica, Moconesi, Neirone, Propata, Rondanina, Montebruno, Fontanigorda, Fascia, Rovegno e Gorreto nella città metropolitana di Genova, Ottone, Zerba, Cerignale, Corte Brugnatella, Coli, Bobbio, Travo, Rivergaro e Gazzola in provincia di Piacenza e al comune di Brallo di Pregola in provincia di Pavia.
Fascia, Gorreto, Zerba, Brallo di Pregola e Gazzola si trovano sulla sinistra orografica della Trebbia, Lorsica, Moconesi, Neirone, Fontanigorda, Cerignale, Coli e Rivergaro si trovano sulla sponda opposta, Torriglia, Montebruno, Rovegno, Ottone, Corte Brugnatella, Bobbio e Travo comprendono porzioni territoriali su entrambe le sponde. I comuni di Rondanina e Propata, sono posti tra le valli del Cassingheno e del Brugneto, affluenti di sinistra della Trebbia, che non bagna il loro territorio comunale.
Tutti i capoluoghi si trovano in val Trebbia eccetto Gazzola, posto in val Luretta e Lorsica, Moconesi e Neirone, posti in val Fontanabuona; la porzione territoriale di Moconesi in val Trebbia è rappresentata dalla frazione di Santa Brilla, exclave separata dal resto del territorio comunale. Analogamente, anche il capoluogo del comune di Lorsica si trova in val Fontanabuona, mentre un'exclave pari a circa un terzo del territorio comunale si trova a tra la val Trebbia, lungo il corso dei suoi affluenti Rio Bocco, Fosso di Cassinetta e fosso di Pian della Cà, e la val d'Aveto. Anche il comune di Neirone ha una piccola propaggine in val Trebbia, lungo il corso degli affluenti Rio Bocco e Giassina.
Gran parte dell'alta valle ricadente nella città metropolitana di Genova, eccettuato i comuni di Lorsica, Moconesi e Neirone, ricadenti nella comunità montana Fontanabuona, è stata, fino al 2008, parte della comunità montana Alta Val Trebbia, poi sostituita dalla comunità montana delle Alte Valli Trebbia e Bisagno, a sua volta soppressa nel 2011, così come tutte le comunità montane liguri. Il territorio del comune di Brallo di Pregola rientra nella comunità montana Oltrepò Pavese, mentre l'alta valle piacentina, comprendente i comuni di Ottone, Zerba, Cerignale, Corte Brugnatella, Coli, Bobbio e Travo rientrava nella comunità montana Appennino Piacentino, anch'essa soppressa e sostituita dall'unione montana Valli Trebbia e Luretta.
Nel territorio della valle sono presenti alcune unioni di comuni:
- Unione Montana Valli Trebbia e Luretta: comprendente i comuni di Bobbio, Cerignale, Coli, Corte Brugnatella, Ottone, Travo e Zerba della provincia di Piacenza, oltreché il comune di Piozzano, situato in val Luretta[84].
- Unione Comuni Bassa Val Trebbia e Val Luretta: comprendente il comune di Rivergaro oltreché altri 4 comuni della provincia di Piacenza situati nella parte di pianura del corso della Trebbia; fino al 2018 anche il comune di Gazzola ha fatto parte dell'unione[85].
- Unione dei comuni montani dell'Alta Val Trebbia: comprendente i comuni di Fascia, Fontanigorda, Gorreto, Montebruno, Propata, Rondanina e Rovegno della città metropolitana di Genova[86].

## Citazioni
Secondo alcune fonti l'alta val Trebbia e la limitrofa val d'Aveto vennero percorse dallo scrittore e premio Nobel statunitense Ernest Hemingway quando, durante la seconda guerra mondiale, operava come corrispondente al seguito dell'esercito americano. Negli anni del dopoguerra si diffuse la notizia che lo scrittore avesse annotato la seguente citazione all'interno del suo diario:
(Ernest Hemingway)
Sulla veridicità dell'accaduto e sul fatto che lo scrittore sia tornato negli anni successivi per praticare la pesca, sua grande passione, lungo la Trebbia e l'Aveto esistono tuttavia pareri discordanti.